# Luca Belingheri
Luca Belingheri, född 6 april 1983, är en italiensk fotbollsspelare som spelar för Modena.

## Karriär
Luca Belingheri inledde karriären i Alzano Virescit i Serie C1.  Sommaren 2002 köptes han av Serie B-klubben Siena. Trots att det bara blev tre matcher under hösten 2002 fick dåvarande Serie A-klubben Como upp ögonen för den unge mittfältaren och köpte loss honom i januari 2003. Belingheri gjorde två framträdanden för klubben i Serie A, men blev kvar efter att klubben åkt ur och spelade ytterligare 16 matcher den kommande säsongen i Serie B.
Inför 2004-2005 flyttade Belingheri till ett annat Serie B-lag, Ascoli. Han gjorde 20 framträdanden och laget vann uppflyttning till  Serie A. Säsongen efter representerade Belingheri ett nytt lag, närmare bestämt  AlbinoLeffe, som kom att deläga honom tillsammans med Ascoli. Efter två säsonger med AlbinoLeffe köptes Belingheri tillbaka till Ascoli. Det blev två säsonger också i Ascoli innan det åter var dags att flytta på sig.
Nästa klubbadress blev Torino, som storsatsade för att ta sig tillbaka till Serie A. Efter relativt sparsamt med speltid under en och en halv säsong i Torino såldes Belingheri i januari 2011 till Livorno, i en affär där Biagio Pagano gick i motsatt riktning.
Belingheri spelade tio matcher under första våren med Livorno. Under hösten 2011 agerade han mest reserv. Våren 2012 blev han alltmer ordinarie och bidrog med viktiga mål, bland annat i båda säsongens sista matcher när laget räddade Serie B-kontraktet. Totalt gjorde Belingheri åtta mål under sin andra säsong med Livorno, tredje bäst i laget efter Paulinho och Federico Dionisi. Under sin tredje säsong med laget ökade Belingheri på målskörden ytterligare. Totalt gjorde han 14 mål säsongen 2012/2013 och var en bidragande faktor när laget tog steget upp i Serie A.
I januari 2014, efter att ha spelat sparsamt under hösten, lånades Belingheri ut till Cesena.
Efter säsongen 2014/2015 lämnade Belingheri Livorno då hans kontrakt gick ut. 31 juli skrev han istället på för Modena.